# 蓼原駅
蓼原駅（たではらえき）は、かつて京都府加佐郡大江町字蓼原（現在の福知山市大江町蓼原）にあった北丹鉄道の駅（廃駅）である。

## 歴史
当駅は1923年（大正12年）、北丹鉄道の開通に合わせて開業した。なお、北丹鉄道は1971年（昭和46年）3月に営業を休止し、そのまま1974年（昭和49年）2月末に廃止許可、当駅もこの時廃止された。

### 年表
- 1923年（大正12年）9月22日：北丹鉄道の福知山 - 河守間開業に伴い加佐郡河西村に開業[5][6]。
- 1953年（昭和28年）9月25日：台風13号による水害のため営業休止となる（福知山 - 下天津駅間は17日後に営業再開）[7]。
- 1954年（昭和29年）7月28日：水害復旧により全線営業再開となる[7]。
- 1961年（昭和36年）9月8日：第2室戸台風による水害のため47日間の営業休止となる[7]。
- 1971年（昭和46年）3月1日：北丹鉄道が営業休止[3]、当駅も休止となる[5]。
- 1974年（昭和49年）2月28日：北丹鉄道が廃止許可[3]、当駅も廃駅となる[5]。

## 駅構造
蓼原駅はホームが地面に接して置かれる地上駅であった。ホームは1面。停留場（転轍器のない駅）であり、駅員は配置されていなかった。

## 駅周辺
駅があった場所は国道175号沿いの無人野菜販売所「蓼原村の小さな家」付近に相当する。北側は蓼原地区の集落、南側は田園地帯。駅の痕跡は残っていない。
当駅を含む公庄駅から河守駅までの区間の線路跡は、北丹鉄道の廃止後に開業した京都丹後鉄道宮福線の線路用地に転用されている。

## その他
当駅があった福知山市大江町蓼原地区で毎年夏に開催される「水無月祭り」では、2012年（平成24年）より北丹鉄道車両（キハ101、ハニ11の2両）の大型模型の運行が行われている。これは祭りの来場者のためのアトラクションとして、地元の有志が運搬用の三輪車を基に製作したものである。2014年には前年秋の台風18号による水害の影響で一部が故障していたものの、故障箇所を修繕し復活させた。

## 隣の駅
北丹鉄道
北丹鉄道線
公庄駅 - 蓼原駅 - 河守駅